# Guy Motors
Guy Motors (1914—1982) — британский производитель легковых автомашин, грузовиков и автобусов.
Основана в 1914 году Сиднеем С. Гаем, работником компании Sunbeam (англ.), в Фоллингс Парк (англ.), пригороде Вулвергемптона.
Первой продукцией были 30cwt грузовики.
Во время Первой мировой войны компания выпускала радиальные авиационные двигатели ABC Wasp (англ.) и ABC Dragonfly (англ.), двигатели для грузовиков Tylor и коробки передач Maudslay, а также была крупнейших производителей глубинных бомб в Великобритании.
После войны они решили создать более комфортабельные автобусы, разработанные RH Rose, также из Sunbeam. Это была первая британская продукция V-8 (4072 cc) с горизонтальным расположением цилиндров. Их было выпущено около 25 штук.
В 1922 году к ним была добавлена другая модель с 4-цилиндровым двигателем (16,9 л. с., 2465 сс). Обе машины были дорогими и это ограничивало продажу, особенно из относительной неизвестности компании.
В 1924 году были выпущены более дешёвые модели с двигателем от Coventry Climax (англ.). Предполагалось выпустить около 110 штук 4-цилиндровых моделей.
1961 г. — эти модели были выпущены компанией Jaguar и имели эмблему автобусов Guy. В 1964 году их производствобыло прекращено.
1966 г. — Jaguar стал частью British Motor Holdings.
1968 г. — после слияния British Motor Holdings и Leyland Motors Guy Motors стал частью объединённой компании.
1982 г. — завод Guy Motors закрыт.

## Продукция
- 20 hp 1919—1923
- 16.9 hp 1922—1924
- 13/36 1924—1925

## Автобусы/Троллейбусы
- В серии
- С серии
- Arab Mk I/II/III/IV/V/VI
- Arab UF/LUF
- Wolf
- Vixen
- Wulfrunian
- Victory

## Грузовики/другие
- Armoured Car
- Invincible
- Warrior
- Big J